# Ревіга (комуна)
Ревіга (рум. Reviga) — комуна у повіті Яломіца в Румунії. До складу комуни входять такі села (дані про населення за 2002 рік):
- Крунць (631 особа)
- Мірча-чел-Бетрин (236 осіб)
- Ревіга (1358 осіб)
- Ровіне (1151 особа)

Комуна розташована на відстані 85 км на схід від Бухареста, 26 км на північний захід від Слобозії, 135 км на північний захід від Констанци, 107 км на південний захід від Галаца.

## Населення
За даними перепису населення 2002 року у комуні проживали 3376 осіб. Усі жителі комуни рідною мовою назвали румунську.
Національний склад населення комуни:
| Національність | Кількість осіб | Відсоток |
| -------------- | -------------- | -------- |
| румуни         | 3356           | 99,4%    |
| цигани         | 20             | 0,6%     |

Склад населення комуни за віросповіданням:
| Релігія       | Кількість осіб | Відсоток |
| ------------- | -------------- | -------- |
| православні   | 3375           | > 99,9%  |
| римо-католики | 1              | < 0,1%   |